# 南義陽郡
南义阳郡，南北朝的郡。
- 东晋晋穆帝时，义阳郡流民大量南迁，侨居今安乡县境者甚多，因置南义阳郡，治所在作唐县（今湖南省安乡县西南），辖境相当今湖南省洞庭湖西北部地区，属荆州。隋文帝开皇九年（589年），废义阳郡，安乡县改属澧州。
- 南朝宋宋明帝泰始五年（469年）侨置南义阳郡，属南豫州。治所在孝昌县（今湖北省孝昌县北）。辖境相当今湖北省孝感市、孝昌县、大悟县等地。后属郢州。南齐属司州。南梁天监三年（504年）为司州治。天监七年（508年）属南司州。侯景之乱后，南义阳郡先后属于西魏、北周，改为岳山郡，地入安州。